# Ghatixalus variabilis
Ghatixalus variabilis är en groddjursart som först beskrevs av Jerdon 1854.  Ghatixalus variabilis ingår i släktet Ghatixalus och familjen trädgrodor. IUCN kategoriserar arten globalt som starkt hotad. Inga underarter finns listade i Catalogue of Life.